# Aeródromo de El Bluff
El aeródromo de El Bluff (OACI: MNFF) era un aeródromo público nicaragüense ubicado en la península de El Bluff, en la Región Autónoma de la Costa Caribe Sur, Nicaragua. Antes del 2004, El Bluff era una isla, pero entre el 2004 y el 2007 se construyó un pedraplén que ahora conecta El Bluff con el resto del territorio.
Con la construcción del nuevo pedraplén, la conexión terrestre con el aeropuerto de Bluefields se facilitó y así desfasó la necesidad del aeródromo de El Bluff. El aeropuerto de Bluefields (IATA: BEF, OACI: MNBL) se encuentra a 9 kilómetros de El Bluff, en el lado opuesto de la bahía de Bluefields.

## Historia
En el 2013, se construyó una helisuperficie en el aeródromo aunque para finales del 2015 el hangar del aeródromo se había derrumbado y la pintura del helisuperficie borrada. Para el 2021, quedan marcas de la ubicación de la antigua pista de aterrizaje.